# Mnesampela heliochrysa
Mnesampela heliochrysa là một loài bướm đêm trong họ Geometridae.